# Ủy ban Quân sự Cách mạng Petrograd

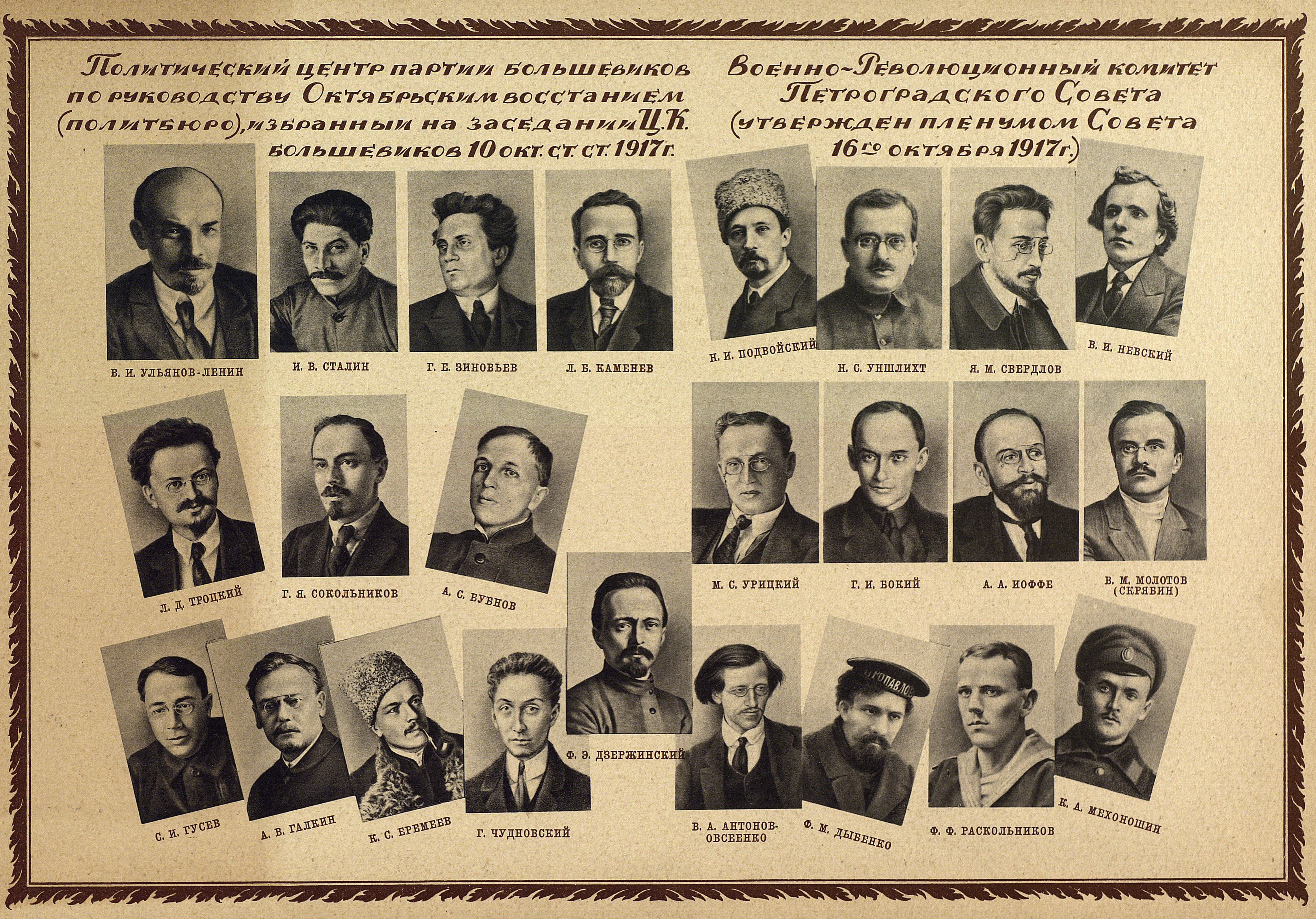
Ảnh chân dung những người trong Ủy ban Quân sự Cách mạng Petrograd

Ủy ban quân sự cách mạng Petrograd (tiếng Nga: Петроградский военно-революционный комитет, đã Latinh hoá: Petrogradskiy voyenno-revolyutsionnyy komitet, PVRK) là một cơ quan của chính quyền Xô viết tại Petrograd, hoạt động trong giai đoạn Cách mạng Tháng Mười.

## Mục đích
"Nhiệm vụ trước mắt là phá huỷ hoàn toàn trật tự xã hội cũ. Chúng ta, những người Bolshevik, không đủ đông để thực hiện điều này. Chính vì vậy chúng ta trước hết cần dựa vào tự phát cách mạng của quần chúng để họ tự chiến đấu mà giải phóng chính mình. Sau đó những người Bolshevik chúng ta sẽ chỉ đường đi tiếp cho họ. Thông qua PVRK, quần chúng chính là những người kết tội và thực hiện hành động đối với những kẻ thù giai cấp, kẻ thù của nhân dân. Nhiệm vụ của chúng ta chỉ là hướng dẫn và chuyển tải những nỗi căm hận và mong muốn trả thù chính đáng của những người bị áp bức đối với những kẻ áp bức."

## Tổ chức
Cơ cấu của nó gồm có khoảng 60 viên chức chỉ huy cao cấp, trong đó 48 người thuộc phái Bolshevik, một số thuộc nhóm cực tả của phái cách mạng xã hội, còn lại là những người theo phái vô chính phủ. Trên nguyên tắc PVRK hoạt động dưới quyền lãnh đạo của Aleksandr Lazimir, một người thuộc phái cách mạng xã hội. Ngoài ra có bốn người phó làm việc phụ tá cho Lazimir trong đó có Aleksandr Antonov – Ovseenko và Dzezhinsky. Cách thức truyển tải các mệnh lệnh từ PVRK cũng cực kỳ nhanh chóng và hiệu quả. Nó được thực hiện thông qua mạng lưới trung gian gồm khoảng gần một ngàn uỷ viên. Những uỷ viên này hoạt động trong mọi lĩnh vực của cuộc sống – như trong các đơn vị quân đội, các soviet, các tổ chức cộng đồng, và các đơn vị quản lý chính quyền. Những người này chỉ phải chịu trách nhiệm trước PVRK, do đó họ thường ra những quyết định độc lập với trung ương Đảng Bolshevik.

## Hoạt động
Chỉ trong 53 ngày tồn tại, hơn 6000 mệnh lệnh khác nhau được phát ra từ PVRK. Thông thường những mệnh lệnh này được ghi một cách nguệch ngoạc trên những mảnh giấy nhàu cũ và trên đó thường có khoảng 20 chữ ký của những người khác nhau bao gồm chủ tịch và thư ký của PVRK.
Bắt đầu từ ngày 28 tháng 10 (8 tháng 11 dương lịch) , khi những người Bolshevik bắt đầu tiến hành thành lập chính phủ lâm thời thì một số những uỷ viên của PVRK đã quyết định "để nâng cao sức mạnh của nền chuyên chính vô sản" các biện pháp sau đây cần được thực hiện ngay lập tức: đóng cửa các nhà xuất bản tư nhân, đóng của tất cả các báo chính ở thủ đô (lúc này nằm trong tay tầng lớp tư sản và xã hội trung dung), giành quyền diều khiển các đài phát thanh, trạm điện tín, lên kế hoạch tịch thư các căn hộ và xe hơi tư nhân. Việc đóng cửa báo chí được luật hoá bởi chính phủ lâm thời chỉ vài ngày sau đó bằng một sắc lệnh, và chỉ một tuần sau, sau những cuộc tranh cãi gay gắt, quyết định trên được thông qua và chuẩn y bởi Hội đồng hành pháp Soviet trung ương.
Trong một cuộc họp của PVRK vào ngày 29 tháng 11, một số người đã đề cập đến việc cần phải tấn công những "kẻ thù của nhân dân" mạnh mẽ hơn nữa. Vào ngày 13 tháng 11 (26 tháng 12 dương lịch), PVRK ra thông cáo:"Nhiều viên chức cao cấp trong chính phủ, ngân hàng, bộ tài chính, bộ hoả xa, bưu điện, trạm điện tín đang tiến hành các hoạt động ngấm ngầm phá hoại chống lại chính quyền Bolsevik. Vì vậy những kẻ này được coi như là những "kẻ thù của nhân dân". Tên tuổi của chúng sẽ bị in trên báo, và danh sách của những kẻ thù của nhân dân sẽ được treo nơi công cộng" .
Vài ngày sau, khi các danh sách trên xuất hiện nơi cộng cộng, một thông cáo khác lại được đưa ra từ PVRK: "Tất cả những phần tử nào bị tình nghi đang ngấm ngầm phá hoại, tung tin đồn nhảm, cơ hội sẽ bị bắt giữ ngay lập tức như những kẻ thù của nhân dân và sẽ bị giam trong nhà tù Kronstadt" . Thế là chỉ trong vòng vài ngày PVRK đã cho ra đời hai cụm từ mới, hai khái niệm mới mà hậu quả của nó còn kéo dài mãi sau này đó là: "kẻ thù của nhân dân", và " những phần tử bị tình nghi".
Vào ngày 28 tháng 11 (11 tháng 12 dương lịch), chính phủ Bolsevik chính thức hiến pháp hoá khái niệm "kẻ thù của nhân dân". Trong một sắc lệnh viết ra được Lenin ký đã nêu rõ:" Những kẻ lãnh đạo của đảng dân chủ lập hiến, một đảng gồm đầy rẫy những kẻ thù của nhân dân, bị chính thức đặt ra ngoài vòng pháp luật, và phải bị bắt ngay lập tức đem ra xử trước toà án cách mạng" . Những toà án kiểu như vậy lúc này đã được lập lên theo " Sắc lệnh số một về các toà án", trong đó tuyên bố huỷ bỏ mọi điều luật "đi ngược với chính phủ công nông, hoặc đi ngược với chương trình chính trị của Dân Chủ Xã Hội và đảng Cách mạng xã hội". Trong khi chờ đợi một bộ luật hình sự mới được xây dựng, những quan toà có quyền sử dụng luật lỏng lẻo và co giãn với biên độ rộng theo kiểu "thực hiện theo luật pháp và mệnh lệnh của cách mạng", một cụm từ rất không rõ ràng có thể dễ dàng dẫn đến lạm dụng quyền lực nơi pháp đình. Hệ thống toà án cũ bị loại bỏ và thay thế bằng những "toà án nhân dân" và "toà án cách mạng" để xử lý những tội phạm và những ‘phần tử xấu" vì những tội như: "chống lại chính quyền vô sản", "Phá hoại", "gián điệp", "lợi dụng chức quyền" và các "tội phạm phản cách mạng khác". Dimitri Kursky, uỷ viên nhân dân về tư pháp (tương đương bộ trưởng bộ tư pháp –ND) đã thừa nhận, những toà án cách mạng này không phải là những toà án theo nghĩa toà án "của giai cấp tư sản", mà là những toà án của nền chuyên chính vô sản, ở đó người ta chỉ chăm chăm vào định tội chứ không có phán xử . Một trong những kiểu toà án cách mạng lúc đó là "toà án báo chí cách mạng" với nhiệm vụ phán quyết các tội trạng của các nhà xuất bản và báo chí và có nhiệm vụ tịch thu bất cứ ấn bản phẩm nào "Nhồi nhét, gây chia rẽ mất đoàn kết nhân dân bằng cách đưa những tin sai lạc" .
Trong khi những tin tức, thông cáo và các khái niệm mới (như "những kẻ tình nghi", "kẻ thù của nhân dân") ra đời và xuất hiện ngày càng nhiều trên báo chí, thì PVRK đang trải qua một qua trình tái cấu trúc về mặt tổ chức. Ở thành phố, lượng lương thực - thực phẩm xuống thấp đến mức độ, khẩu phần cho mỗi người trưởng thành xuống chỉ còn không đầy 2,5 lạng bánh mì một ngày, vấn đề tìm nguồn cung cấp lương thực trở nên vấn đề cấp thiết nhất.
Vào ngày 4 tháng 11 (ngày 17 dương lịch), Uỷ ban Lương thực Quốc gia được thành lập. Thông cáo đầu tiên của nó nhằm vào những người giàu: " Tầng lớp những kẻ giàu có đang hưởng lợi từ những khổ đau của người khác", đồng thời tuyên bố:"đã đến lúc phải tịch thu hết những của cải dư thừa của bọn nhà giàu, thậm chí toàn bộ của cải của bọn chúng". Vào ngày 11 (24 dương lịch) tháng 11, Uỷ ban lương thực quốc gia quyết định gửi những đội trưng thu bao gồm trong đó binh lính, thủy thủ, công nhân, và các hồng vệ binh đến các tỉnh, nơi ngũ cốc được sản xuất để "cung ứng cho nhu cầu ở Petrograd và ngoài tiền tuyến" . Biện pháp này được đưa ra bởi PVRK, dẫn đến việc tịch thu lương thực của nông dân thực hiện bởi các đội trưng thu của ‘đội quân lương thực" do PVRK và uỷ ban lương thực quốc gia gửi về các vùng nông thôn liên tiếp trong 3 năm sau đó. Chính việc đó là nguyên nhân chính gây ra sự mâu thuẫn sâu sắc giữa những người nông dân và chính thể Bolsevik, dẫn tới biết bao bạo lực và khủng bố đẫm máu.
Uỷ ban điều tra quân sự được thành lập vào ngày 10 (21) tháng 11, với nhiệm vụ bắt giữ những sĩ quan ‘phản cách mạng’ (thường là từ những lời tố cáo của các binh sĩ của họ), các đảng viên của các đảng phái ‘tư sản’, và các phần tử ‘phá hoại’. Chỉ sau một thời gian ngắn, uỷ ban này đã phải đối mặt với một loạt các vấn đề. Vấn đề thiếu hụt lương thực nghiêm trọng ở các thành phố làm tăng lượng các đội hồng vệ binh, các nhóm có vũ trang tăng cường việc trưng dụng, tịch thu, và cướp bóc dưới danh nghĩa của cuộc cách mạng hay bằng mệnh lệnh được chuẩn y một cách không rõ ràng bởi một số uỷ viên của chính phủ. Hàng ngày có hàng trăm kẻ như vậy bị đưa ra trước uỷ ban điều tra quân sự với các tội danh như "cướp của", "tung tin đồn nhảm", "đầu cơ tích trữ nhu yếu phẩm", "say rượu", và "thuộc về các giai cấp thù nghịch".
Sau cùng, nhiều quyền hạn của PVRK được giao cho Hội đồng Dân ủy (tiếng Nga: Совет народных комиссаров (СНК), đã Latinh hoá: Sovet narodnykh kommissarov (SNK)), hay Sovnarkom (Совнарком), được thành lập sau Cách mạng tháng Mười cũng như các tổ chức hành chính mới. PVRK chính thức tan rã vào 18 tháng 12 [lịch cũ 5 tháng 12] năm 1917.